# 2007 en Saskatchewan
Chronologie de la Saskatchewan
- 2003
- 2004
- 2005
- 2006
- 2007
- 2008
- 2009
- 2010
- 2011

Cette page concerne des événements d'actualité qui se sont produits durant l'année 2007 dans la province canadienne de la Saskatchewan.

## Politique

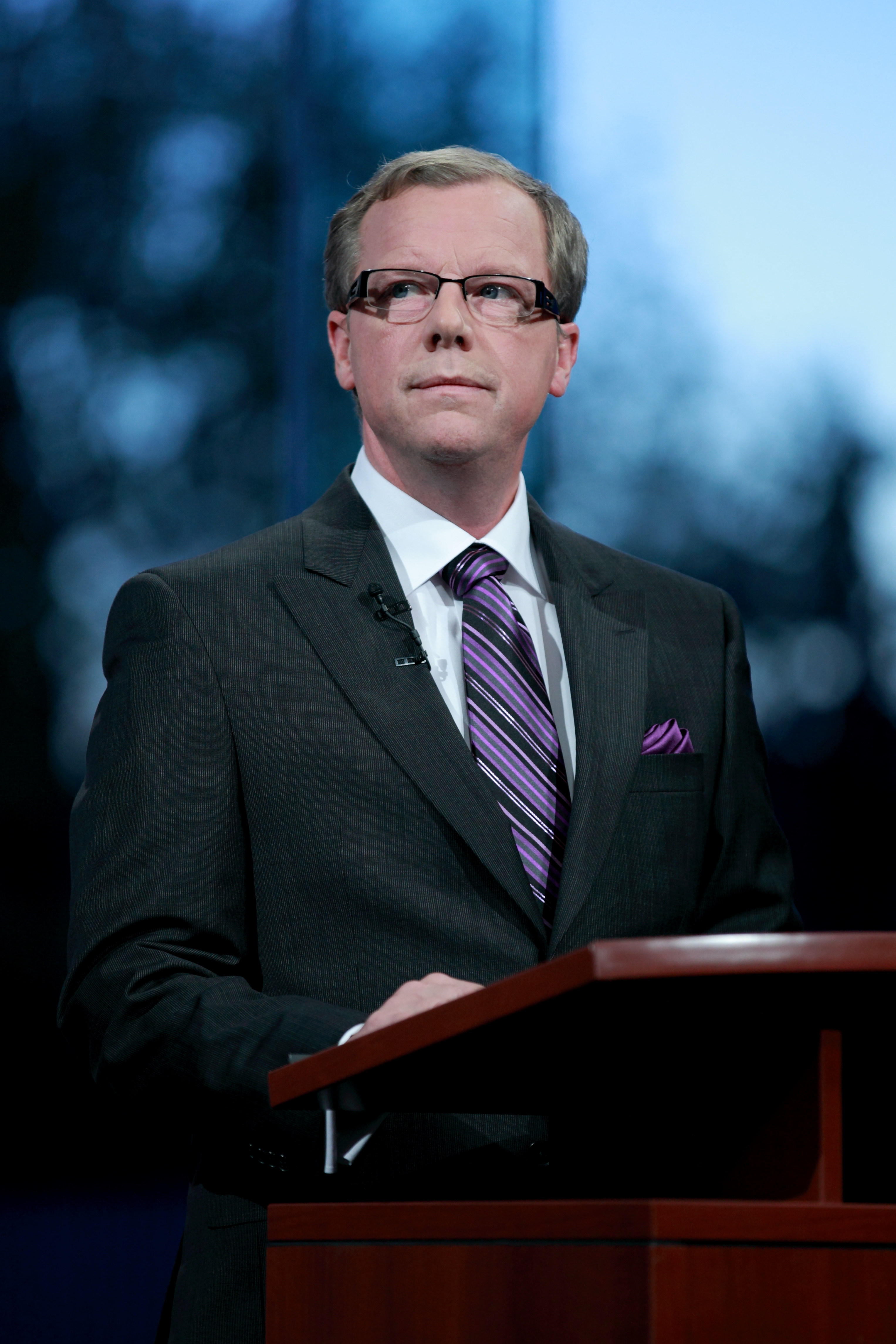
Brad Wall

- Premier ministre : Lorne Calvert puis Brad Wall
- Chef de l'Opposition :
- Lieutenant-gouverneur : Gordon Barnhart
- Législature :

## Événements
- 7 novembre : Élection générale en Saskatchewan - le gouvernement NPD Saskatchewanaise est défait par le Parti saskatchewanais reprend le pouvoir pour la première fois et Brad Wall succède à Lorne Calvert au poste de Premier ministre.

## Décès
- 16 novembre : Don Maurice Metz (né le 10 janvier 1916 à Wilcox — mort à Régina) est un joueur professionnel canadien de hockey sur glace qui évoluait au poste d'ailier droit.